# Aleksandar Susnjar
Aleksandar Šušnjar (ur. 19 sierpnia 1995) – australijski piłkarz serbskiego pochodzenia. Aktualnie przebywa na wypożyczeniu w słowackim zespole MŠK Žilina.